# أدريانس س.فوستر
أدريانس س.فوستر (1901-1973) عالم نبات أمريكي كان يعرف بحبه للدراسة والبحث في تشريح النبات. هو أول عالم تشريح نباتي في جامعة كاليفورنيا (بركلي)، حصل مرتين على زمالة غوغنهايم وشغل منصب رئيس الجمعية النباتية الأمريكية والجمعية الدولية لعلماء النبات.

## سيرته الذاتية
وُلد فوستر في مدينة بوكيبسي، نيويورك، في 6 أغسطس 1901، وحصل على درجة البكالوريوس في جامعة كورنيل عام 1923، تلاها ماجستير (1925) ودكتوراه (1926) ممن جامعة هارفارد تحت إشراف إيرفينج دبليو بيلي.  بعد حصوله على الدكتوراه، أمضى عامين في إنجلترا يعمل في جامعة ليدز، ومن عام 1928 إلى عام 1934 كان أستاذًا لعلم النبات في جامعة أوكلاهوما. انضم إلى جامعة كاليفورنيا (بركلي) في عام 1934، تقاعد من منصب أستاذ فخري في عام 1968.
عمل فوستر طوال حياته في الاستكشاف والبحث عن حياة النباتات لذلك كان يذهب في رحلات استكشافية إلى أغلب الدول وذهب في رحلات استكشافية في البحث عن النباتات ولكن كانت من أكثر رحلاته الإنجازية في الأمازون حيث استكشاف بعض النباتات مثل Microcycas الموجودة في بعض غابات الامازون واعترف فوستر فيها أنها كانت من أجمل رحلاته الاستكشافية في علم النبات.

## وفاته
توفي فوستر في 1 مايو 1973 من مضاعفات التهاب العظم والنخاع الشوكي.